# Боковеньківський ім. М. Л. Давидова
Бокове́ньківський ім. М.Л.Дави́дова — регіональний ландшафтний парк в Україні. Розташований на території Долинського району Кіровоградської області. 
Площа — 17530,7 га. Статус присвоєно згідно з рішенням Кіровоградської обласної ради від 04.11.2005 року № 507; від 19.12.2008 року № 601. Перебуває у віданні: Наглядова рада регіонального ландшафтного парку «Боковеньківський ім. М.Л.Давидова». 
Регіональний ландшафтний парк названий на честь Давидова Миколи Львовича — засновника дендропарку «Веселі Боковенькі». 